# Darga (Burkina Faso)
Pour les articles homonymes, voir Darga.
Darga est une commune située dans le département de Gorom-Gorom, dans la province d'Oudalan, région du Sahel au Burkina Faso.